# Bácor-Olivar
Bácor-Olivar es una entidad local autónoma (ELA) dentro del municipio español de Guadix, en la provincia de Granada, formada por las localidades de Bácor, Olivar y Los Balcones. Está situada en la parte nororiental de la comarca de Guadix, junto al embalse del Negratín. Cerca de esta entidad se encuentran los núcleos de Freila, Poblado del Negratín, Los Lotes, Cuevas del Campo, Zújar y Baúl.
Las casas-cuevas siguen siendo el tipo de vivienda más extendido (en torno al 75% del total de los hogares).

## Historia
Bácor fue conquistada al obligar rendirse a su caíd Ibn 'Arus por Abd ar-Rahman III en el año 912. Esto sucedió tras tomar la decisión de formar un gran ejército a la muerte de su abuelo Abd Alláh, que le había dejado como herencia un emirato cordobés prácticamente en descomposición por numerosos conflictos internos y amenazado por los cada vez más poderosos reinos cristianos peninsulares. Conquistó ciudades como Baza, Salobreña, Fiñana, etc.
Se consideró anejo de Freila durante años, pero Bácor consiguió separarse de Freila a principios de 1960, para formar parte de Guadix.
En 30 de abril de 1996 se celebró una junta vecinal de Bácor-Olivar en el que se aprobó la petición al gobierno autonómico de que Cuevas del Campo desempeñara las funciones del puesto de trabajo de secretaría referente a Bácor. El 15 de julio de 1996, la Junta de Andalucía autorizó la petición del pueblo.
En 1997 se constituyó como Entidad Local Autónoma, según el desarrollo previsto en la Ley Reguladora de la Demarcación Municipal de Andalucía, la cual tenía como objetivos descentralizar y mejorar la gestión y los servicios municipales que se prestaban en aldeas y pedanías alejadas de los núcleos que ostentan la capitalidad del municipio. Esta figura, que armoniza los intereses del municipio matriz y los del núcleo separado, pretendía también satisfacer las demandas vecinales de una mayor y más directa participación ciudadana.
Después de la lucha, trabajo y esfuerzo de José Anselmo García Lozano que tuvo con el ayuntamiento de Guadix, y con la mediación de la Consejería de Gobernación y Justicia, en la mañana del 21 de febrero de 2000, el Consejo de Gobierno de la Junta, bajo la presidencia de Manuel Chaves, aprobó la creación de la Entidad Local Autónoma de Bácor-Olivar. Gracias a ello asumió diversas competencias y servicios y goza de una mayor autonomía. Las competencias y servicios que adquirieron son la concesión de licencias, recogida de residuos, protección civil, seguridad ciudadana y tráfico, ferias y fiestas locales, servicios sociales y actividades culturales y deportivas.

## Geografía
Tiene en cercanía al norte la sierra de Castril, sierra de la Sagra y sierra de Cazorla, al este la sierra de Lúcar, sierra de Orce, sierra de Umbría y sierra de María y al sur la sierra de Baza. El paisaje de la población, estilo malpaís, con sus barrancos y cerros, viene determinado por las fachadas y terrazas de estas viviendas y, sobre todo, por sus chimeneas que salpican cualquier calle del mismo. Tiene curiosas formaciones rocosas esculpidas por la erosión que asemejan un paisaje lunar. La vega de Bácor, en la ribera del Guadiana Menor, es una buena zona para dedicarla al cultivo a gran cantidad de productos.

## Demografía
Según el Instituto Nacional de Estadística de España, en el año 2024 Bácor-Olivar contaba con 345 habitantes censados, lo que representa el 1,84% de la población total del municipio.

### Evolución de la población
| Gráfica de evolución demográfica de Bácor-Olivar entre 1900 y 2024 |
|                                                                    |
| Datos según el nomenclátor publicado por el INE.                   |

## Comunicaciones
Se accede tomando la salida 25 de la autovía A-92N, entre Guadix y Murcia. A través de la carretera GR-7100 que bordea un llano de encinas y pinos, y tras recorrer 13 km está la población.
Desde la carretera A-315 (Baza-Toreperojil) se puede tomar la salida desde el embalse de Negratín (a 4 km está Bácor-Olivar).

## Cultura

### Patrimonio
Entre sus monumentos destaca el castillo de Bácor, situado en el centro y alto del pueblo con vistas sobre todo el valle donde se encuentra ubicada esta entidad. Actualmente está en restauración para su puesta en valor como reclamo turístico.
El monte Pajarillo, el sendero de Trancamulas y antiguas áreas de secado de esparto son de interés como bosque natural de pino carrasco único en la Hoya de Guadix. La salida de este sendero circular, de unos 13 km, se encuentra en la plaza de Bácor.
La cueva de Rafa Moya, artista y escultor, está situada en la calle Los Moyas destaca por su peculiar arquitectura, única en la zona.
Los Algarbes, en la calle del mismo nombre, son restos de asentamientos primitivos.
Por último, estacae los restos de la balsa romana en la ribera del arroyo de Baúl-Bácor.

### Fiestas
La principal fiesta que se celebra en Bácor-Olivar son los moros y cristianos en honor a San Bernabé, en torno Al 11 de junio.
Cada 5 de enero tiene lugar una pequeña cabalgata de Reyes. El 3 de febrero, la gente del pueblo suele salir al campo a pasar el día, conocido como el "día de las Merendetas". El día 21 de febrero se conmemora el día de la ELA, por el aniversario de la constitución del antiguo anejo en Entidad Local Autónoma.
El día 1 de mayo se celebra el día de la Cruz, muy típico de toda la provincia granadina. Otro día de fiesta es la Virgen de Fátima, el 13 de mayo. 
Por último, a finales de agosto se celebra una verbena en el núcleo del Olivar organizada por los vecinos.